# ピリドキサミン
ピリドキサミン (pyridoxamine) は、ビタミンB群の中のビタミンB6に分類される化合物の1つである。体内で補酵素形のピリドキサールリン酸に変換されて活性を示す。
ビタミンB6に分類される化合物としては、他にピリドキシンとピリドキサールが挙げられる。ピリドキサミンはピリジンにヒドロキシ基、メチル基、ヒドロキシメチル基、アミノメチル基が置換した構造をしており、ピリジン環の4位の置換基がピリドキシンと違っている。すなわち、アミノメチル基の部分が異なっている。
ピリドキサミンは、ジヒドロクロリド (CAS RN: [524-36-7]) として扱われることもある。
レバーに多く含まれている。
その他詳しい性質等に関してはビタミンB6を参照のこと。